# Бабка (страва)

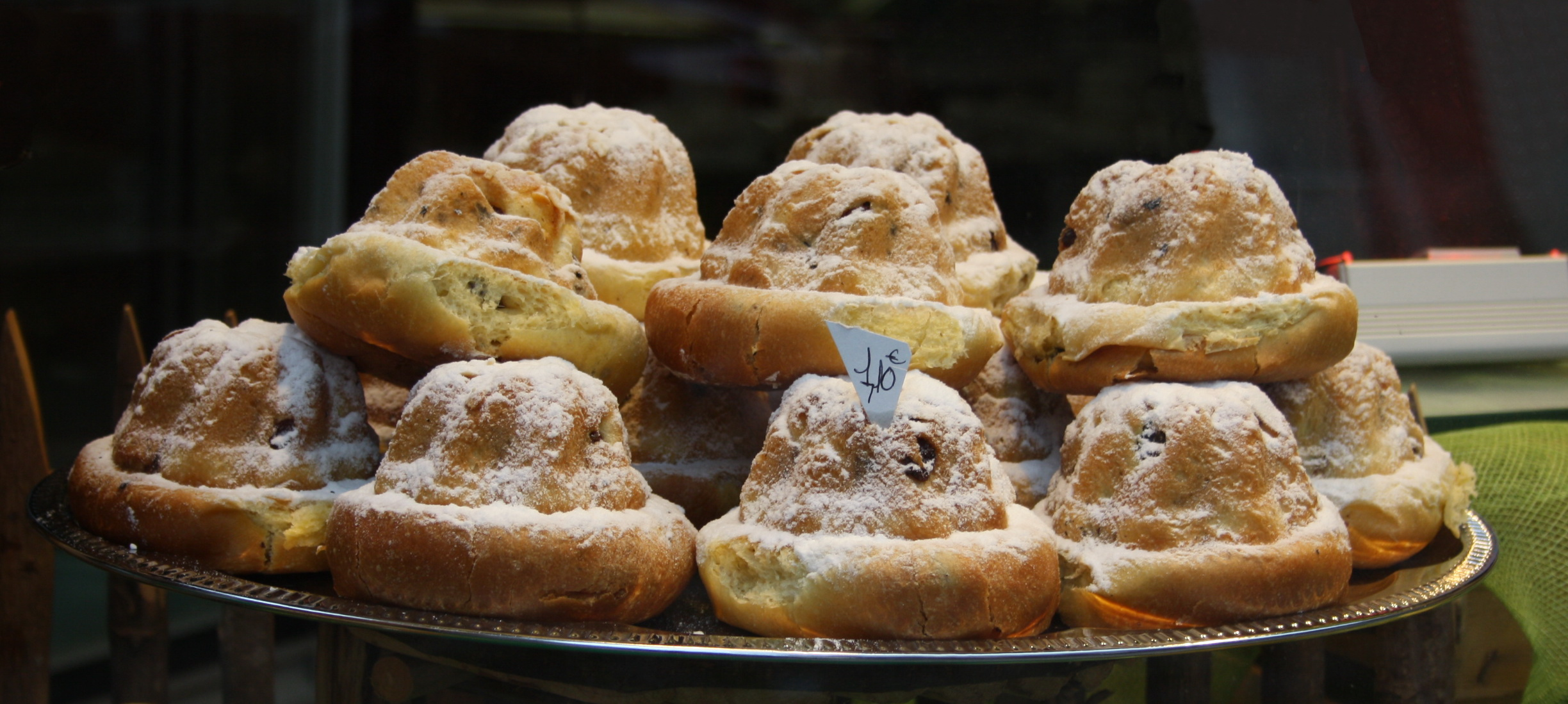
Ґуґельгопф у французькому магазині

Бабка (нім. Gugelhopf) — ванільний пиріг із дріжджового тіста, часто з родзинками, популярний в австрійській кухні. Назва ґуґельгопф побутує в південній Німеччині, Австрії, Швейцарії, Ельзасі. В іншій частині Німеччині пиріг називають Bundkuchen або Napfkuchen. Імовірно, перша частина слова є варіацією нім. Gugel (капюшон з високим верхом), а друга частина Hopf є варіантом Hupf (стрибок). У слов'ян набула поширення ромова бабка. Бабка розповсюджений десерт в українській кухні. У Польщі використовується як великодній хліб (пол. baba wielkanocna).

## Продукти
300 г борошна, 20 г. дріжджів, 1/8 л молока, 160 г вершкового масла або маргарину, 4 жовтки, 75 г цукру, 1/2 пакетика ванільного цукру, 4—5 ст. ложок родзинок, 1 ст. ложка рому, цедра 1/2 лимона, панірувальні сухарі.

## Спосіб приготування
Дріжджі розвести в теплому молоці, додати розтоплене масло, цукор, ванільний цукор, ром, цедру лимона і в самому кінці — жовтки. Всипати борошно і сильно збити. Коли тісто буде вільно відставати від миски і пухиритися, додати попередньо вимиті, обсушені і обвалені в борошні родзинки. Потім змащену маслом і посипану сухарями форму наповнити тістом і поставити в тепле місце, щоб воно підійшло. Випікати в духовці при середній температурі близько 1:00. Коли бабка трохи охолоне, обережно вийняти її з форми, прикрити серветкою і дати повністю охолонути. Перед подачею на стіл посипати цукровою пудрою.